# Girls Planet 999
Girls Planet 999: The Girls Saga (gọi đơn giản là Girls Planet 999) là một chương trình truyền hình trực tế sống còn của Hàn Quốc. Chương trình đã được phát sóng trên Mnet vào ngày 6 tháng 8 năm 2021 đến ngày 22 tháng 10 năm 2021. Đêm chung kết sẽ chọn ra top 9 thí sinh đến từ Trung Quốc, Hàn Quốc và Nhật Bản để thành lập ra nhóm nhạc nữ. Vòng sơ khảo được diễn ra từ tháng 1 đến tháng 2 năm 2021.
Qua 13,000 đơn sơ khảo, 99 thí sinh đã được chọn ra với 33 thí sinh cho từng nhóm Hàn, Trung và Nhật.
Trong tập cuối cùng vào ngày 22 tháng 10 năm 2021, được phát sóng trực tiếp, chương trình đã công bố 9 thành viên cuối cùng sẽ ra mắt với tư cách là thành viên nhóm Kep1er.

## Ý tưởng
Chủ đề "hành tinh" (Planet) của chương trình bắt nguồn từ sự hợp tác mới giữa Mnet và nền tảng mới của NCSoft có tên là UNIVERSE xoay quanh K-pop. Hệ thống cho phép bình chọn từ các quốc gia khác ngoài ba nước tham gia và cũng tổ chức các nội dung quảng bá khác cho chương trình.

## Quảng bá và phát sóng
Chương trình, cũng như các buổi thử giọng, được công bố lần đầu tiên vào ngày 11 tháng 1 năm 2021 thông qua Mnet. Yeo Jin-goo được xác nhận là người dẫn chương trình vào ngày 8 tháng 6, sau đó là tiết lộ của các cố vấn và tên chủ đề của chương trình vào cuối cùng tháng đó. Nhiều clip quảng bá hơn từ chương trình đã được phát sóng vào tháng đó trên Mnet.
Tập đầu tiên sẽ được phát sóng vào ngày 6 tháng 8 đã được xác nhận qua đoạn phim giới thiệu chương trình vào ngày 6 tháng 7. Một đoạn phim teaser khác giới thiệu gương mặt của 99 thí sinh đã được phát hành vào ngày 8 tháng 7, cùng với poster quảng bá chương trình.
Bài hát chủ đề, "O.O.O (Over & Over & Over)", được phát hành vào ngày 12 tháng 7, cùng với màn trình diễn của nhóm thí sinh Hàn Quốc với center là thí sinh đến từ Stadium, Kim Da-yeon. Một phiên bản khác được trình diễn bởi nhóm thí sinh Trung Quốc được phát hành vào ngày 14 tháng 7 với thí sinh đến từ Top Class, Thẩm Tiểu Đình là center. Và phiên bản do nhóm thí sinh Nhật Bản được phát hành vào ngày 16 tháng 7 với center là thí sinh Ezaki Hikaru đến từ Avex Artist Academy. Phiên bản đầy đủ với toàn bộ thí sinh được phát hành vào ngày 29 tháng 7. Thông tin của toàn bộ thí sinh được tiết lộ từ ngày 17 đến 19 tháng 7.
Chương trình sẽ được công chiếu qua cac kênh: Mnet ở Hàn Quốc, iQIYI trên toàn thế giới, AbemaTV và Mnet Japan ở Nhật Bản, tvN Asia ở Đông Nam Á và YouTube trên toàn thế giới qua kênh YouTube chính thức của Mnet, Mnet K-POP.

## Ban cố vấn
- MC: Yeo Jin-goo
- Cố vấn K-pop: 
  - Sunmi
  - Tiffany
- Cố vấn vũ đạo:
  - Back Koo-young
  - Jang Ju-hee
- Cố vấn thanh nhạc:
  - Lim Han-byul
  - Jo A-young
- Cố vấn rap (chỉ tập 6-7):
  - Woo Won-jae

## Thí sinh
Có tổng số 99 thí sinh tham gia cuộc thi. 33 thí sinh người Hàn Quốc, 33 thí sinh người Nhật Bản và 33 thí sinh người cuối cùng bao gồm người Trung Quốc, Đài Loan và Hồng Kông.
Tên tiếng Anh của các thí sinh K-Group và C-Group được trình bày theo thứ tự phía Đông theo trang web chính thức trong khi tên của các thí sinh J-Group được trình bày theo thứ tự phía Tây.
Phân loại màu:
| 99 thí sinh                                  | 99 thí sinh                   | 99 thí sinh                   | 99 thí sinh                   | 99 thí sinh                       |
| K-Group · ( Hàn Quốc)                        | K-Group · ( Hàn Quốc)         | K-Group · ( Hàn Quốc)         | K-Group · ( Hàn Quốc)         | K-Group · ( Hàn Quốc)             |
| -------------------------------------------- | ----------------------------- | ----------------------------- | ----------------------------- | --------------------------------- |
| Kim Chae-hyun (김채현)                       | Huening Bahiyyih (휴닝바히에) | Choi Yu-jin (최유진)          | Kim Da-yeon (김다연)          | Seo Young-eun (서영은)            |
| Kang Ye-seo (강예서)                         | Kim Su-yeon (김수연)          | Guinn Myah (귄마야)           | Kim Bo-ra (김보라)            | Kim Do-ah (김도아)                |
| Yoon Ji-a (윤지아)                           | Jeong Ji-yoon (정지윤)        | An Jeong-min (안정민)         | Lee Hye-won (이혜원)          | Kim Hye-rim (김혜림)              |
| Huh Ji-won (허지원)                          | Choi Ye-young (최예영)        | Lee Chae-yun (이채윤)         | You Da-yeon (유다연)          | Kim Se-in (김세인)                |
| Sim Seung-eun (심승은)                       | Lee Yeon-gyung (이연경)       | Lee Ra-yeon (이나연)          | Lee Sun-woo (이선우)          | Kim Ye-eun (김예은)               |
| Lee Yun-ji (이윤지)                          | Choi Hye-rin (최혜린)         | Ryu Si-on (류시온)            | Suh Ji-min (서지민)           | Joung Min (정민)                  |
| Kim Yu-bin (김유빈)                          | Cho Ha-eun (조하은)           | Han Da-na (한다나)            |                               |                                   |
| C-Group · ( Trung Quốc, Đài Loan, Hồng Kông) |                               |                               |                               |                                   |
| Thẩm Tiểu Đình (沈小婷)                      | Phù Nhã Ngưng (符雅凝)        | Tô Nhuế Kỳ (苏芮琪)           | Văn Triết (文哲)              | Hoàng Tinh Kiều (黄星侨)          |
| Trần Hân Uy (陳昕葳)                         | Châu Tâm Ngữ (周心语)         | Thái Băng (蔡冰)              | Từ Tử Nhân (徐紫茵)           | Lương Kiều (Đại Kiều) (梁娇)      |
| Lý Y Mạn (李伊蔓)                            | Dương Tử Cách (杨梓格)        | Vương Nhã Lạc (王雅乐)        | Trương Lạc Phi (张洛菲)       | Hứa Niệm Từ (許念慈)              |
| Chiayi (家儀)                                | Ngô Điềm Mật (吴甜蜜)         | Lương Trác Oánh (梁卓瀅)      | Hạ Nghiên (夏研)              | Lương Kiều (Tiểu Kiều) (梁乔)     |
| Từ Nhược Duy (徐若惟)                        | Cổ Dật Châu (顾逸舟)          | Trương Cạnh (張競)            | Mã Ngọc Linh (马玉灵)         | Lâm Thần Hàn (林辰涵)             |
| Thôi Văn Mỹ Tú (崔文美秀)                    | Giản Tử Linh (簡紫翎)         | Hà Tư Trừng (何思澄)          | Phan Dĩnh Chi (潘穎芝)        | Lâm Thư Uẩn (林書蘊)              |
| Lưu Thi Kỳ (刘诗琦)                          | Vương Thu Như (王秋茹)        | Lưu Dụ Hàn (刘钰涵)           |                               |                                   |
| J-Group · ( Nhật Bản)                        |                               |                               |                               |                                   |
| Ezaki Hikaru (江崎ひかる)                    | Sakamoto Mashiro (坂本舞白)   | Kawaguchi Yurina (川口ゆりな) | Nonaka Shana (野仲紗奈)       | Ikema Ruan (池間琉杏)             |
| Nagai Manami (永井愛実)                      | Kishida Ririka (岸田莉里花)   | May (メイ)                    | Kamimoto Kotone (嘉味元琴音)  | Kubo Reina (久保玲奈)             |
| Sakurai Miu (櫻井美羽)                       | Kuwahara Ayana (桑原彩菜)     | Yamauchi Moana (山内若杏名)   | Sakamoto Shihona (坂本志穂菜) | Arai Risako (新井理沙子)          |
| Shima Moka (島望叶)                          | Fujimoto Ayaka (藤本彩花)     | Hayase Hana (早瀬華)          | Ito Miyu (伊藤美優)           | Hayashi Fuko (林楓子)             |
| Hiyajo Nagomi (比屋定和)                     | Ando Rinka (安藤梨花)         | Aratake Rinka (荒武凛香)      | Okazaki Momoko (岡崎百々子)   | Inaba Vivienne (稲葉ヴィヴィアン) |
| Murakami Yume (村上結愛)                     | Kamikura Rei (神藏令)         | Terasaki Hina (寺崎日菜)      | Okuma Sumomo (大熊李)         | Oki Fuka (沖楓花)                 |
| Kanno Miyu (菅野美優)                        | Kitajima Yuna (北島由菜)      | Nakamura Kyara (中村伽羅)     |                               |                                   |

## Xếp hạng

### Planet Top 9
Phân loại màu:
| Hạng | Tập 2          | Tập 5             | Tập 8                 | Tập 9                 | Tập 11                | Special Live          | Tập 12                |
| Hạng | Thí sinh       | Thí sinh          | Thí sinh              | Thí sinh              | Thí sinh              | Thí sinh              | Thí sinh              |
| ---- | -------------- | ----------------- | --------------------- | --------------------- | --------------------- | --------------------- | --------------------- |
| P1   | Ezaki Hikaru   | Kawaguchi Yurina  | Thẩm Tiểu Đình        | Thẩm Tiểu Đình (–)    | Thẩm Tiểu Đình (–)    | Kim Chae-huyn         | Kim Chaehyun          |
| P2   | Kang Ye-seo    | Thẩm Tiểu Đình    | Kawaguchi Yurina (↓1) | Kim Da-yeon (↑8)      | Kim Da-yeon (–)       | Choi Yu-jin (↑3)      | Huening Bahiyyih (↑3) |
| P3   | Thẩm Tiểu Đình | Ezaki Hikaru (↓2) | Sakamoto Mashiro (↑2) | Ezaki Hikaru (↑1)     | Sakamoto Mashiro (↑1) | Kim Da-yeon (↓1)      | Choi Yu-jin (↓1)      |
| P4   | Tô Nhuế Kỳ     | Choi Yu-jin (↑3)  | Ezaki Hikaru (↓1)     | Sakamoto Mashiro (↓1) | Ezaki Hikaru (↓1)     | Seo Young-eun (↑5)    | Kim Da-yeon (↓1)      |
| P5   | Jeong Ji-yoon  | Sakamoto Mashiro  | Choi Yu-jin (↓1)      | Kawaguchi Yurina (↓3) | Choi Yu-jin (↑1)      | Huening Bahiyyih (↑8) | Seo Young-eun (↓1)    |
| P6   | Seo Young-eun  | Tô Nhuế Kỳ (↓2)   | Tô Nhuế Kỳ (–)        | Choi Yu-jin (↓1)      | Kawaguchi Yurina (↓1) | Kang Ye-seo (↑6)      | Kang Ye-seo (–)       |
| P7   | Choi Yu-jin    | Thái Băng (↑1)    | Hoàng Tinh Kiều       | Tô Nhuế Kỳ (↓1)       | Nonaka Shana (↑2)     | Kim Su-yeon (↑10)     | Ezaki Hikaru (↑5)     |
| P8   | Thái Băng      | Kang Ye-seo (↓6)  | Thái Băng (↓1)        | Kim Chae-hyun (↑1)    | Phù Nhã Ngưng (↑2)    | Guinn Myah (↑10)      | Sakamoto Mashiro (↑6) |
| P9   | Kuwahara Ayana | Kim Chae-hyun     | Kim Chae-hyun (–)     | Nonaka Shana (↑2)     | Seo Young-eun (↑3)    | Tô Nhuế Kỳ (↑1)       | Thẩm Tiểu Đình        |

### Planet Pass
Planet Pass là một cuộc bình chọn của các cố vấn, trong đó các thí sinh bị loại có thể được đưa trở lại chương trình.
Hai vòng loại đầu tiên bao gồm Planet Pass cho một thí sinh bị loại từ mỗi nhóm. Vòng loại thứ ba chỉ bao gồm một Planet Pass có thể thuộc về bất kỳ thí sinh nào bị loại bất kể nhóm nào.
| Tập 5       | Tập 8           | Tập 11     |
| ----------- | --------------- | ---------- |
| Ikema Ruan  | Kamimoto Kotone | Guinn Myah |
| Văn Triết   | Châu Tâm Ngữ    | Guinn Myah |
| Kim Hye-rim | Kim Su-yeon     | Guinn Myah |

### Vòng bình chọn đầu tiên
Vòng bình chọn đầu tiên bắt đầu từ ngày 13 tháng 8, 2021 đến ngày 28 tháng 8, 2021. Loại trừ được dựa trên số điểm của cell
| Hạng | Tập 3                 | Tập 3                 | Tập 3                 | Tập 3     | Tập 5                 | Tập 5                 | Tập 5                 | Tập 5       |
| Hạng | Thành viên trong Cell | Thành viên trong Cell | Thành viên trong Cell | Bình chọn | Thành viên trong Cell | Thành viên trong Cell | Thành viên trong Cell | Bình chọn   |
| Hạng | K                     | C                     | J                     | Bình chọn | K                     | C                     | J                     | Bình chọn   |
| ---- | --------------------- | --------------------- | --------------------- | --------- | --------------------- | --------------------- | --------------------- | ----------- |
| 1    | Choi Yu-jin           | Thái Băng             | May                   | 1,328,882 | Choi Yu-jin           | Thái Băng             | May                   | 2,929,629   |
| 2    | Seo Young-eun         | Thẩm Tiểu Đình        | Kawaguchi Yurina      | 1,176,035 | Seo Young-eum         | Thẩm Tiểu Đình        | Kawaguchi Yurina      | 2,649,735   |
| 3    | Jeong Ji-yoon         | Tô Nhuế Kỳ            | Ezaki Hikaru          | 1,065,592 | Jeong Ji-yoon         | Tô Nhuế Kỳ            | Ezaki Hikaru          | 2,048,599   |
| 4    | Kang Ye-seo           | Hoàng Tinh Kiều       | Sakamoto Mashiro      | 843,274   | Kang Ye-seo           | Hoàng Tinh Kiều       | Sakamoto Mashiro      | 1,912,854   |
| 5    | Huening Bahiyyih      | Hứa Niệm Từ           | Sakamoto Shihona      | 534,755   | Kim Chae-hyun         | Lý Y Mạn              | Kuwahara Ayana        | 1,153,957   |
| 6    | Kim Do-ah             | Từ Tử Nhân            | Arai Risako           | 502,682   | Kim Do-ah             | Từ Tử Nhân            | Arai Risako           | 1,134,128   |
| 7    | Kim Chae-hyun         | Lý Y Mạn              | Kuwahara Ayana        | 351,067   | Huening Bahiyyih      | Hứa Niệm Từ           | Sakamoto Shihona      | 1,025,869   |
| 8    | Kim Su-yeon           | Phù Nhã Ngưng         | Nonaka Shana          | 286,390   | Kim Su-yeon           | Phù Nhã Ngưng         | Nonaka Shana          | 640,747     |
| 9    | Kim Da-yeon           | Ngô Điềm Mật          | Miu Sakurai           | 223,105   | Kim Da-yeon           | Ngô Điềm Mật          | Sakurai Miu           | 589,272     |
| –    | —                     | —                     | —                     | —         | Kim Hye-rim           | Văn Triết             | Ikema Ruan            | Planet Pass |

### Vòng bình chọn thứ hai
Vòng bình chọn thứ hai bắt đầu từ ngày 3 tháng 9, 2021 đến ngày 18 tháng 9, 2021. Loại trừ được dựa trên số điểm cá nhân của K-Group, C-Group và J-Group.
Phân loại màu:
| Hạng | Tập 8                 | Tập 8       | Tập 8                | Tập 8       | Tập 8                 | Tập 8       |
| Hạng | K                     | K           | C                    | C           | J                     | J           |
| Hạng | Tên                   | Bình chọn   | Tên                  | Bình chọn   | Tên                   | Bình chọn   |
| ---- | --------------------- | ----------- | -------------------- | ----------- | --------------------- | ----------- |
| 1    | Choi Yu-jin (–)       | 3,173,040   | Thẩm Tiểu Đình (–)   | 5,517,873   | Kawaguchi Yurina (–)  | 4,661,720   |
| 2    | Kim Chae-hyun (↑1)    | 2,665,915   | Tô Nhuế Kỳ (–)       | 2,912,831   | Sakamoto Mashiro (↑1) | 4,578,784   |
| 3    | Kim Da-yeon (↑4)      | 2,614,923   | Hoàng Tinh Kiều (↑1) | 2,816,654   | Ezaki Hikaru (↓1)     | 4,176,316   |
| 4    | Kang Ye-seo (↓2)      | 2,475,538   | Thái Băng (↓1)       | 2,682,114   | Nonaka Shana (↑2)     | 2,563,703   |
| 5    | Seo Young-eun (↓1)    | 2,015,176   | Văn Triết (↑6)       | 2,197,276   | Nagai Manami (↑2)     | 2,363,513   |
| 6    | Guinn Myah (↑3)       | 1,803,320   | Trần Hân Uy (↓1)     | 1,751,753   | Kishida Ririka (↓1)   | 2,221,061   |
| 7    | Kim Bo-ra (↑5)        | 1,662,629   | Phù Nhã Ngưng (–)    | 1,658,939   | Ikema Ruan (↑7)       | 1,729,825   |
| 8    | Huening Bahiyyih (↓2) | 1,503,092   | Từ Tử Nhân (↓2)      | 1,637,433   | May (↓4)              | 1,696,554   |
| –    | Kim Su-yeon           | Planet Pass | Châu Tâm Ngữ         | Planet Pass | Kamimoto Kotone       | Planet Pass |

| Tập 8 | Tập 8            | Tập 8     | Tập 8 | Tập 8          | Tập 8     | Tập 8 | Tập 8            | Tập 8       |
| #     | Tên              | Bình chọn | #     | Tên            | Bình chọn | #     | Tên              | Bình chọn   |
| ----- | ---------------- | --------- | ----- | -------------- | --------- | ----- | ---------------- | ----------- |
| P1    | Thẩm Tiểu Đình   | 5,517,873 | P10   | Kim Da-yeon    | 2,614,923 | P19   | Ikema Ruan       | 1,729,825   |
| P2    | Kawaguchi Yurina | 4,661,720 | P11   | Nonaka Shana   | 2,563,703 | P20   | May              | 1,696,554   |
| P3    | Sakamoto Mashiro | 4,578,784 | P12   | Kang Ye-seo    | 2,475,538 | P21   | Kim Bo-ra        | 1,662,629   |
| P4    | Ezaki Hikaru     | 4,176,316 | P13   | Nagai Manami   | 2,363,513 | P22   | Phù Nhã Ngưng    | 1,658,939   |
| P5    | Choi Yu-jin      | 3,173,040 | P14   | Kishida Ririka | 2,221,061 | P23   | Từ Tử Nhân       | 1,637,433   |
| P6    | Tô Nhuế Kỳ       | 2,912,831 | P15   | Văn Triết      | 2,197,276 | P24   | Huening Bahiyyih | 1,503,092   |
| P7    | Hoàng Tinh Kiều  | 2,816,654 | P16   | Seo Young-eun  | 2,015,176 | –     | Kotone Kamimoto  | Planet Pass |
| P8    | Thái Băng        | 2,682,114 | P17   | Guinn Myah     | 1,803,320 | –     | Zhou Xinyu       | Planet Pass |
| P9    | Kim Chae-hyun    | 2,665,915 | P18   | Trần Hân Uy    | 1,751,753 | –     | Kim Su-yeon      | Planet Pass |

### Vòng bình chọn thứ ba
Vòng bình chọn thứ ba diễn ra từ ngày 24 tháng 9 năm 2021 đến ngày 9 tháng 10 năm 2021. Người bình chọn chỉ có thể bình chọn cho một thí sinh trong mỗi nhóm.
Loại bỏ sẽ dựa trên phiếu bầu của cá nhân bất kể nhóm nào.
| Tập 9 | Tập 9                 | Tập 9 | Tập 9                  | Tập 11 | Tập 11                | Tập 11    | Tập 11 | Tập 11               | Tập 11      |
| #     | Tên                   | #     | Tên                    | #      | Tên                   | Bình chọn | #      | Tên                  | Bình chọn   |
| ----- | --------------------- | ----- | ---------------------- | ------ | --------------------- | --------- | ------ | -------------------- | ----------- |
| P1    | Thẩm Tiểu Đình (–)    | P10   | Phù Nhã Ngưng (↑12)    | P1     | Thẩm Tiểu Đình (–)    | 4,161,699 | P10    | Tô Nhuế Kỳ (↓3)      | 1,369,169   |
| P2    | Kim Da-yeon (↑8)      | P11   | Kang Ye-seo (↑1)       | P2     | Kim Da-yeon (–)       | 2,395,726 | P11    | Kim Chae-hyun (↓3)   | 1,308,669   |
| P3    | Ezaki Hikaru (↑1)     | P12   | Seo Young-eun (↑4)     | P3     | Sakamoto Mashiro (↑1) | 2,314,788 | P12    | Kang Ye-seo (↓1)     | 1,248,877   |
| P4    | Sakamoto Mashiro (↓1) | P13   | Huening Bahiyyih (↑11) | P4     | Ezaki Hikaru (↓1)     | 2,185,083 | P13    | Huening Bahiyyih (–) | 1,238,862   |
| P5    | Kawaguchi Yurina (↓3) | P14   | Văn Triết (↑1)         | P5     | Choi Yu-jin (↑1)      | 1,747,716 | P14    | Văn Triết (–)        | 1,121,791   |
| P6    | Choi Yu-jin (↓1)      | P15   | Hoàng Tinh Kiều (↓8)   | P6     | Kawaguchi Yurina (↓1) | 1,692,862 | P15    | Kim Bo-ra (↑6)       | 1,023,271   |
| P7    | Tô Nhuế Kỳ (↓1)       | P16   | Ikema Ruan (↑3)        | P7     | Nonaka Shana (↑1)     | 1,621,602 | P16    | Hoàng Tinh Kiều (↓1) | 1,015,623   |
| P8    | Kim Chae-hyun (↑1)    | P17   | Nagai Manami (↓4)      | P8     | Phù Nhã Ngưng (↑2)    | 1,548,272 | P17    | Kim Su-yeon (↑3)     | 989,381     |
| P9    | Nonaka Shana (↑2)     | P18   | Trần Hân Uy (–)        | P9     | Seo Young-eun (↑3)    | 1,524,572 | –      | Guinn Myah           | Planet Pass |

### Vòng bình chọn thứ tư
Thời gian bình chọn thứ tư diễn ra từ ngày 15 tháng 10 năm 2021 đến ngày 22 tháng 10 năm 2021. Người bỏ phiếu chỉ có thể bỏ phiếu cho một thí sinh trong số mười tám thí sinh còn lại.
Các thành viên của đội hình ra mắt sẽ được quyết định dựa trên phiếu bầu của từng cá nhân bất kể nhóm nào.
| <9IRLS NI9TH A9IT> Special Live | <9IRLS NI9TH A9IT> Special Live | <9IRLS NI9TH A9IT> Special Live | <9IRLS NI9TH A9IT> Special Live |
| #                               | Tên                             | #                               | Tên                             |
| ------------------------------- | ------------------------------- | ------------------------------- | ------------------------------- |
| P1                              | Kim Chae-hyun (↑10)             | P10                             | Phù Nhã Ngưng (↓2)              |
| P2                              | Choi Yu-jin (↑3)                | P11                             | Kim Bo-ra (↑4)                  |
| P3                              | Kim Da-yeon (↓1)                | P12                             | Ezaki Hikaru (↓8)               |
| P4                              | Seo Young-eun (↑5)              | P13                             | Kawaguchi Yurina (↓7)           |
| P5                              | Huening Bahiyyih (↑8)           | P14                             | Sakamoto Mashiro (↓11)          |
| P6                              | Kang Ye-seo (↑6)                | P15                             | Nonaka Shana (↓8)               |
| P7                              | Kim Su-yeon (↑10)               | P16                             | Thẩm Tiểu Đình (↓15)            |
| P8                              | Guinn Myah (↑10)                | P17                             | Văn Triết (↓3)                  |
| P9                              | Tô Nhuế Kỳ (↑1)                 | P18                             | Hoàng Tinh Kiều (↓2)            |

### Chung kết
Đêm chung kết sẽ được tổ chức và phát sóng trực tiếp vào ngày 22 tháng 10 năm 2021. Yeo Jin-goo thông báo tên nhóm ra mắt sẽ là Kepler (cách điệu: Kep1er)
| #  | Tên              | Tổng vote | Tổng điểm |
| -- | ---------------- | --------- | --------- |
| P1 | Kim Chae-hyun    | 363.623   | 1.081.182 |
| P2 | Huening Bahiyyih | 525.465   | 923.567   |
| P3 | Choi Yu-jin      | 428.967   | 915.722   |
| P4 | Kim Da-yeon      | 219.125   | 885.286   |
| P5 | Seo Young-eun    | 442.102   | 781.657   |
| P6 | Kang Ye-seo      | 320.312   | 770.561   |
| P7 | Ezaki Hikaru     | 387.709   | 713.322   |
| P8 | Sakamoto Mashiro | 488.519   | 708.149   |
| P9 | Thẩm Tiểu Đình   | 425.464   | 700.663   |

## Diễn biến các tập
| TT. | Tiêu đề                                                                                | Ngày phát hành gốc   |
| --- | -------------------------------------------------------------------------------------- | -------------------- |
| 1 | "Hoa tiêu Yeo Jin Goo! Sân khấu đầu tiên của các thiếu nữ khiến mọi người kinh ngạc"   | 6 tháng 8 năm 2021   |
| Tập phim bắt đầu với việc 99 thí sinh được chia thành các nhóm 3 người, mỗi nhóm gồm một thí sinh Hàn Quốc, Trung Quốc và Nhật Bản. Việc phân nhóm dựa trên các danh mục khác nhau mà các thí sinh có điểm chung như nghề nghiệp và sở thích cá nhân. Sau khi tất cả các thí sinh bước vào sân khấu chính và ngồi vào chỗ của mình, MC của cuộc thi, Yeo Jin-goo, được giới thiệu với các thí sinh. Sau đó, các cố vấn còn lại cũng bước vào. MC sau đó giải thích các quy tắc của cuộc thi, tiết lộ rằng một số thí sinh có thể bị loại ngay lập tức; anh ấy cũng giải thích rằng nếu một thí sinh được chọn vào một vị trí trong "Planet Top 9", họ sẽ được quyền tùy chọn và sắp xếp lại các nhóm. Tất cả các thí sinh sau đó được đánh giá để xem họ có xứng đáng là ứng cử viên Top 9 hay không; Thứ hạng ban đầu của họ cũng được tiết lộ trước mỗi buổi biểu diễn, dựa trên bài kiểm tra đánh giá bài hát chủ đề. Tập phim kết thúc ngay trước khi thí sinh K-Group, Choi Yu-jin chuẩn bị biểu diễn, đồng thời tiết lộ rằng phần đánh giá Top 9 của Planet sẽ tiếp tục trong tập tiếp theo. |                                                                                        |                      |
| 2 | "Sân khấu đầu tiên tiếp tục! Công bố nhiệm vụ đầu tiên là các cô gái thốt lên bất ngờ" | 13 tháng 8 năm 2021  |
| Đánh giá Top 9 tiếp tục và cuối cùng là Planet Top 9 của tập phim được công bố, với thí sinh J-Group Ezaki Hikaru đã đạt được vị trí cao nhất. Các thí sinh sau đó sắp xếp lại hoặc giữ các cell của họ, theo sau là thông báo bình chọn được mở trên UNIVERSE. Sau thông báo, các thí sinh chuyển vào ký túc xá. Ngày hôm sau, nhiệm vụ buổi sáng đầu tiên của các thí sinh bắt đầu, nơi họ phải kết nối cell của mình với những bức ảnh thời thơ ấu của mình. Ai có được ảnh thời thơ ấu của cell của họ chính xác từ cell đầu tiên đến cell thứ mười sẽ thành lập một đội và chọn một bài hát cho nhiệm vụ đầu tiên. Nhiệm vụ đầu tiên được gọi là Nhiệm vụ Kết nối sau đó được tiết lộ các cell sẽ thành lập đội và trình diễn thông qua một bài hát. Sau đó các thí sinh thành lập đội và bắt đầu chuẩn bị cho màn trình diễn. Nếu đội chọn một trong bốn bài hát trong nhiệm vụ (Blackpink - How You Like That, Iz*One - Fiesta, Twice - Yes or Yes, Oh My Girl - The Fifth Season (SSFWL)), số phiếu bầu của đội chiến thắng sẽ được nhân đôi 24 giờ trước khi đóng bình chọn. Tuy nhiên, nếu đội chọn EBS (EXO - The Eve, BTS - Mic Drop và Seventeen - Pretty U), số phiếu bầu của đội chiến thắng sẽ tăng gấp ba lần trước khi kết thúc 24 giờ. Những nhóm xuất sắc chiến thắng trong số 5 màn trình diễn sẽ có cơ hội biểu diễn trên M Countdown sau nhiệm vụ. |                                                                                        |                      |
| 3 | "Nhiệm vụ kết nối, thực lực của "Avengers" bị nghi ngờ?"                               | 20 tháng 8 năm 2021  |
| Thứ hạng cell hiện tại được hiển thị ở đầu tập. Các thí sinh bắt đầu chuẩn bị cho nhiệm vụ đầu tiên của họ bằng cách xác định vị trí của họ trong màn trình diễn. Vài ngày trước khi các đội biểu diễn, một trận khiêu vũ được tổ chức để xác định thứ tự các đội sẽ biểu diễn. Sau phần thi nhảy, các đội tiếp tục luyện tập, với những người cố vấn đưa ra những phản hồi để cải thiện. Các buổi biểu diễn của nhóm sau đó bắt đầu. Đội "Yes or Yes" 1 thắng, tiếp theo là "How You Like That". Đội 1. Về cuối, đội "The Eve" đang chuẩn bị biểu diễn. |                                                                                        |                      |
| 4 | "Nhiệm vụ liên tiếp, các cô gái cùng thể hiện cú lội ngược dòng"                       | 27 tháng 8 năm 2021  |
| Các buổi biểu diễn của nhóm vẫn tiếp tục. Đội "Fiesta" 1 giành chiến thắng, tiếp theo là "The Fifth Season" Đội 1. Sau đó, các màn trình diễn ca khúc của nhóm nhạc nam được trình diễn, với đội "Pretty U" giành được nhiều điểm nhất trong số ba và giành chiến thắng. Sau khi hoàn thành các màn trình diễn, đội chiến thắng sẽ được biểu diễn trên M Countdown được tiết lộ là Đội 1 "Yes or Yes". Trong phần tín dụng kết thúc, chỉ có 54 thí sinh sống sót trong tập sau, đồng nghĩa với việc 45 thí sinh sẽ bị loại. |                                                                                        |                      |
| 5 | "TOP 9 vòng đầu tiên! 45 cô gái rời đi đầy tiếc nuối"                                  | 3 tháng 9 năm 2021   |
| Thông báo xếp hạng đầu tiên bắt đầu. 16 cell qua vòng được công bố đầu tiên, với cell của Choi Yu-jin, Thái Băng và May giữ vị trí đầu tiên với 2,929,629 điểm. Trong thời gian không thường xuyên giữa các buổi thông báo, các hoạt động khác mà các cô gái đã cùng nhau thực hiện trước ngày thông báo đã được hiển thị. Trong cell cuối cùng qua vòng, đó là Yoon Ji-a, Châu Tâm Ngữ và Shima Moka đấu với Kim Se-in, Văn Triết và Okazaki Momoko. Cell vẫn còn trong chương trình là cell qua vòng. Sau đó, kết quả của Planet Pass được công bố; Planet Pass là cuộc bỏ phiếu giữa các cố vấn, trong đó một thí sinh bị loại từ mỗi nhóm trong số 3 nhóm sẽ được cứu để ở lại cuộc thi. Kim Hyerim của K-Group, Văn Triết của C-Group và Ikema Ruan của J-Group được thông báo sẽ nhận được Planet Pass, cho phép họ tiếp tục tham gia cuộc thi. Sau đó, Top 9 Planet mới được công bố, với thí sinh Kawaguchi Yurina của J-Group đã giành được vị trí đầu tiên với 4.446.387 điểm. Sau khi công bố thứ hạng, các cô gái bị loại chia tay các thí sinh còn sống và rời khỏi ký túc xá của họ. Trong phần xem trước của tập tiếp theo, nó được tiết lộ rằng nhiệm vụ tiếp theo được gọi là "Nhiệm vụ kết hợp" sẽ bắt đầu trong tập sau. |                                                                                        |                      |
| 6 | "Nhiệm vụ kết hợp! Ai sẽ thắng được phúc lợi?"                                         | 10 tháng 9 năm 2021  |
| Tập phim bắt đầu với cảnh 54 cô gái bước vào một căn phòng. Sau đó, người dẫn chương trình Yeo Jin-goo bước vào phòng, giải thích rằng nhiệm vụ tiếp theo sẽ là Nhiệm vụ kết hợp. Yeo Jin-goo cũng tiết lộ rằng các cell sẽ bị giải tán và các phiếu bầu của cell sẽ bị loại bỏ dần, có nghĩa là tất cả các bảng xếp hạng bây giờ là riêng lẻ. Sau đó, anh ấy tiếp tục giải thích Nhiệm vụ kết hợp, nói rằng 54 cô gái sẽ được chia thành các đội 3 thành viên, 6 thành viên hoặc 9 thành viên cho nhiệm vụ. Có tổng cộng 6 bài hát cho đội 3 thành viên, 3 bài cho đội 6 thành viên và 2 bài cho đội 9 thành viên. Để xác định đội của mình, các cô gái bước vào các cửa có nhãn "3", "6" và "9" sẽ dẫn đến các bài hát của đội 3 thành viên, 6 thành viên và 9 thành viên tương ứng, nơi họ sẽ phải chọn bài hát mà họ muốn. Sau khi thành lập đội của mình, các cô gái sẽ tiến hành chuẩn bị cho màn trình diễn của nhóm mình. Các cô gái được đánh giá đầu tiên bởi các cố vấn thông qua một cuộc kiểm tra tạm thời trước khi biểu diễn thực tế. Các màn trình diễn bắt đầu, với đội của Kim Bo-ra, Nagai Manami và Văn Triết biểu diễn bài hát rap "We Are" của Woo Won-jae trước. Tập phim kết thúc với cảnh đội Kang Ye-seo, May, Thẩm Tiểu Đình, Tô Nhuế Kỳ, Yamauchi Moana và Choi Yu-jin sắp biểu diễn "Fate" của Lee Sun-hee. Bốn bài hát được tạo ra cho nhiệm vụ tiếp theo, được đặt tên là "Nhiệm vụ sáng tạo" cũng được tiết lộ. Người xem được yêu cầu bình chọn người mà họ muốn biểu diễn bài hát nào thông qua Universe. |                                                                                        |                      |
| 7 | "Nhiệm vụ kết hợp, người chiến thắng 270.000 điểm là?"                                 | 17 tháng 9 năm 2021  |
| Các buổi biểu diễn của nhóm Nhiệm vụ kết hợp vẫn tiếp tục. Sau khi tất cả các màn trình diễn kết thúc, người chiến thắng trong Nhiệm vụ Kết hợp được công bố. Đối với các đội 3 người, đội của Huh Ji-won, Phù Nhã Ngưng và Sakamoto Mashiro giành chiến thắng, giành được 90.000 điểm cho mỗi người. Đối với các đội 6 người, đội của Kang Ye-seo, May, Thẩm Tiểu Đình, Tô Nhuế Kỳ, Yamauchi Moana và Choi Yu-jin giành chiến thắng, giành được 45.000 điểm cho mỗi người. Đối với các đội 9 người, đội của Thái Băng, Trương Lạc Phi, Chiayi, Yoon Ji-a, Kim Hye-rim, AraiRisako, Kim Do-ah, Hayase Hana và Shima Moka giành chiến thắng, giành 30.000 điểm cho mỗi người. Trong phần xem trước cho tập tiếp theo, các cô gái sẽ được giới thiệu các bài hát Nhiệm vụ sáng tạo đã được trình chiếu trước đó cho khán giả trong tập trước. 27 cô gái sẽ bị loại trong tập tiếp theo. Planet Pass sẽ vẫn được thực hiện loại trừ tiếp theo. |                                                                                        |                      |
| 8 | "Nghi lễ tuyên bố những người bước tiếp! Danh sách TOP 9 bị thay đổi?"                 | 24 tháng 9 năm 2021  |
| Tập phim bắt đầu với việc 54 cô gái được chia thành bốn nhóm khác nhau cho bốn bài hát Nhiệm vụ sáng tạo, đã được sắp xếp thông qua sự bình chọn của người xem. Trong mỗi bài hát, các cô gái được chia thành hai đội ủy nhiệm, dẫn đến hai thí sinh được chỉ định làm phần kết thúc bài hát cho đội của họ. Các cô gái bắt đầu thử sức với nhiều vị trí khác nhau trong bài hát. Trong quá trình chuẩn bị, kết quả vòng loại thứ hai được công bố cho các cô gái. Top 7 thí sinh của mỗi bảng đã được công bố, tiếp theo là các thí sinh đứng thứ 8 của mỗi bảng. Sau đó, Top 9 Hành tinh mới được công bố. Thí sinh C-Group Thẩm Tiểu Đình đạt vị trí đầu tiên với 5.517.873 điểm. Khi Top 9 đã được công bố, những người nhận được Planet Pass đã được công bố. Họ được công bố là Kim Su-yeon của K-Group, Châu Tâm Ngữ của C-Group và Kamimoto Kotone của J-Group. Vào cuối tập phim, cũng tiết lộ rằng Từ Tử Nhân, thí sinh đạt hạng 8 trong C-Group, đã rời chương trình vì vấn đề sức khỏe. |                                                                                        |                      |
| 9 | "Nhiệm vụ sáng tạo! Thử thách mới của 27 cô gái"                                       | 1 tháng 10 năm 2021  |
| Nhiệm vụ sáng tạo tiếp tục với 26 cô gái sắp xếp lại các bộ phận và thay đổi đội hình cho các bài hát Sứ mệnh sáng tạo của họ. "Shoot!" đội trở thành đội duy nhất không có bất kỳ sự thay đổi đội hình cũng như sắp xếp lại bộ phận vì một nửa số thành viên ban đầu đã bị loại trong tập trước và có các bộ phận giống như những người còn lại. Sau khi thay đổi đội hình và sắp xếp lại các phần cho các bài hát Sứ mệnh sáng tạo của họ, tất cả các đội tiếp tục luyện tập cho đến khi họ rời ký túc xá của mình để thực hiện một nhiệm vụ đặc biệt gọi là Sứ mệnh đồng đội hành tinh. Trong Sứ mệnh làm việc theo nhóm của Hành tinh, tất cả các đội phải biểu diễn các bài hát Sứ mệnh sáng tạo của họ bất kể họ đi đâu bằng cách sử dụng tinh thần đồng đội. "Shoot!" nhóm đi đến căn hộ của Kim Da-yeon, nơi họ gặp mẹ của Da-yeon và viết thư cho Da-yeon trong phòng ngủ của cô ấy. Sau đó, họ biểu diễn bài hát của mình trước mặt mẹ của Da-yeon và ăn sushi vào bữa trưa tại nhà hàng sushi của bố Da-yeon. Đội "Snake" đi đến một thị trấn nông thôn, nơi họ thu hoạch khoai lang và ớt cho bữa trưa và gặp "Shoot!" trong một cuộc gọi điện video. Sau đó, họ biểu diễn bài hát của mình trước các cư dân của thị trấn tại tòa thị chính cùng với hai bài hát trot. Nhóm "U + Me = Love" đi đến Lotte World Tower, nơi họ được mát-xa và ăn tối tại một nhà hàng sang trọng trong tháp. Sau đó, họ gặp đội "Snake" trong một cuộc gọi video khi đang ăn tối và biểu diễn bài hát của họ ở tầng 118. Đội "Utopia" đi bộ đường dài và đi dù lượn, nhưng hai thành viên của đội đã bị bỏ lại do hướng gió khiến dù lượn khó bay. Ba thành viên còn lại gặp hai thành viên không thể bay theo hướng gió và đoàn tụ thành một đội. Tất cả các đội trở về ký túc xá của họ trong đêm và ngủ trong phòng ngủ của họ. 6 ngày sau Planet Teamwork Mission, tất cả các đội bắt đầu tập luyện cho các bài hát của họ, nhưng buổi tập đã bị gián đoạn khi kết quả tạm thời thứ hai được công bố cho các cô gái. 18 thí sinh hàng đầu được công bố theo thứ tự tăng dần, tiếp theo là Top 9 của Planet tạm thời. Thí sinh nhóm C Thẩm Tiểu Đình vẫn ở vị trí đầu tiên trong khi các trung tâm ban đầu của bài hát chủ đề của chương trình trở lại vị trí đầu tiên trong các nhóm tương ứng của họ. Sau kết quả tạm thời thứ hai, một cảnh từ một tháng trước đó cho thấy 54 cô gái từ Nhiệm vụ Kết hợp trở lại cho ngày thực địa. Trong ngày thi đấu trên sân, 54 cô gái từ mỗi nhóm thành lập một đội và thi đấu trong một loạt trò chơi. Đội chiến thắng nhận áo khoác lông cừu trong khi đội á quân nhận bộ mỹ phẩm. J-Group giành chiến thắng với tổng số 720 điểm, tiếp theo là C-Group với 450 điểm và K-Group với 300 điểm. Tập kết thúc với việc K-Group nhận được khăn tắm như một phần thưởng cho vị trí thứ 3 chung cuộc. |                                                                                        |                      |
| 10 | "Nhiệm vụ sáng tạo! Dự báo về sân khấu thần kỳ"                                        | 8 tháng 10 năm 2021  |
| Tập phim bắt đầu với việc các thí sinh tham gia một buổi họp mặt người hâm mộ với một số khán giả của chương trình. Họ thực hiện một số màn trình diễn trong quá khứ của họ từ Sân khấu Hành tinh và hai nhiệm vụ trước đó. Sau buổi họp fan, các cô gái tặng quà cho khán giả. Tập phim sau đó bắt đầu bắt đầu các buổi biểu diễn Sứ mệnh Sáng tạo. "Shoot!" đội thực hiện đầu tiên, tiếp theo là đội "Utopia". Sau đó, đội "U+Me=LOVE" biểu diễn, tiếp theo là đội "Snake". Sau màn trình diễn, đội chiến thắng được công bố là đội "U+Me=LOVE", đạt 94,17 trên 100 điểm. Sau đó, nó được tiết lộ rằng nhiệm vụ cuối cùng thực sự được đặt tên là Nhiệm vụ "O.O.O" sẽ diễn ra trong tập cuối cùng. Các chi tiết khác được tiết lộ; đầu tiên các thí sinh sẽ được tổ chức thành 3 nhóm khác nhau để biểu diễn phiên bản nhóm đầu tiên của bài hát chủ đề của chương trình, "O.O.O (Over & Over & Over)". Các đội được khán giả bình chọn thông qua Universe. |                                                                                        |                      |
| 11 | "Công khai người ở lại! Trận chiến giành tư cách vào chung kết!"                       | 15 tháng 10 năm 2021 |
| Tập phim bắt đầu với Nhiệm vụ O.O.O. Các cô gái được chia thành ba đội khác nhau; hai đội gồm chín thành viên và đội còn lại gồm tám. Các cô gái sắp xếp các phần của mình và luyện tập phần trình diễn của họ. Sau khi luyện tập, họ biểu diễn màn trình diễn của mình cho các cố vấn. Giữa các buổi biểu diễn, các cô gái được người xem chương trình từ khắp nơi trên thế giới cho xem các thông điệp video và màn trình diễn của các cô gái. Những người chiến thắng trong Nhiệm vụ O.O.O được xác định bởi những người xem của chương trình; Thí sinh của mỗi đội tích lũy được nhiều lượt thích nhất trên YouTube đối với video tương ứng của họ trong vòng 24 giờ sẽ nhận được lợi ích là 90.000 (chín thành viên) hoặc 80.000 điểm (tám thành viên). Những người chiến thắng trong nhiệm vụ O.O.O là Choi Yu-jin (Đội 1) & Huening Bahiyyih (Đội 2), mỗi người đạt 90.000 điểm và Seo Young-eun (Đội 3) giành được 80.000 điểm. Tập phim sau đó tiến đến vòng loại trừ thứ ba. Thí sinh C-Group Thẩm Tiểu Đình duy trì vị trí đầu bảng xếp hạng với 4.161.699 điểm. Sau khi mười bảy thí sinh sống sót được công bố, người nhận Planet Pass sau đó được tiết lộ là thí sinh K-Group Guinn Myah. Tập phim kết thúc với phần xem trước nhiệm vụ của tập cuối cùng. |                                                                                        |                      |
| 12 | "Nhiệm vụ cuối cùng! Trận cuối cuối cùng giành vị trí TOP 9"                           | 22 tháng 10 năm 2021 |
| Tập phim bắt đầu với việc 18 thí sinh cuối cùng trình diễn ca khúc chủ đề của chương trình. Do các biện pháp an toàn để chống dịch COVID-19, khán giả trực tiếp duy nhất là các cố vấn cùng với một số thí sinh bị loại vẫn đang ở Hàn Quốc vào thời điểm đó. Đồng thời, sẽ có một số khán giả được phát trực tiếp qua Zoom. Sau màn trình diễn ca khúc chủ đề, người dẫn chương trình, Yeo Jin-goo, thông báo mở vòng bình chọn cuối cùng, trong đó tất cả các lượt bình chọn trực tiếp sẽ được nhân đôi. Sau đó, video thử giọng và điểm nổi bật của 18 cô gái được trình chiếu. Phần lồng tiếng của các cô gái trong video cũng giải thích lý do tại sao họ lại theo đuổi sự nghiệp như vậy, đồng thời bày tỏ mong muốn được ra mắt. Sau đó, Yeo giải thích quy trình bỏ phiếu trực tiếp, nói rằng các phiếu bầu cuối cùng sẽ bao gồm phiếu bầu ở vòng đầu tiên từ tuần được thêm vào với phiếu bầu trực tiếp cuối cùng của vòng thứ hai. Ông cũng tiết lộ rằng 4.300.524 phiếu bầu đã được bỏ ra trong vòng đầu tiên từ 172 quốc gia. Sau đó, một phân đoạn diễn ra nơi Yeo Jin-goo tương tác với các thành viên từ khán giả Zoom trực tiếp. Sau đó, anh ấy giới thiệu các cố vấn cũng như khán giả trực tiếp bao gồm một số thí sinh bị loại. Các ứng cử viên hiện tại cho vị trí thứ 9 sau đó được công bố, tiết lộ họ là Thẩm Tiểu Đình của C-Group và Hikaru Ezaki của J-Group. Tập phim sau đó cắt xuống một vài tuần trước đêm chung kết; 18 cô gái được giới thiệu với bài hát "Shine" trong Nhiệm vụ hoàn thành. Họ biết rằng hai đội chín sẽ được thành lập, với cả hai đội biểu diễn cùng một bài hát. Thí sinh xếp hạng thấp nhất, Guinn Myah của K-Group, sẽ đi đầu tiên để chọn đội mà họ muốn tham gia, tiếp theo là các thí sinh còn lại theo thứ tự tăng dần. Các cô gái sau đó đã giải quyết các phần việc của mình và chuẩn bị cho đêm chung kết. Sau đó, Yeo Jin-goo công bố tên nhóm nhạc nữ ra mắt, tiết lộ là Kep1er, phát âm là Kepler. Sau đó, 18 cô gái biểu diễn "Shine". Sau màn trình diễn, tập phim cắt xuống một tuần trước khi các cô gái xem video thử giọng của họ. Họ cũng xem các video hướng đến bản thân tương lai của họ mà họ đã quay khi chương trình bắt đầu, cũng như các video tương tự được quay bởi một số thí sinh bị loại. Các cô gái sau đó biểu diễn "Another Dream", một ca khúc pop ballad. Sau đó, Yeo Jin-goo tương tác với một thành viên khác của khán giả Zoom trực tiếp, cũng như thí sinh K-Group Choi Yeyoung đã bị loại. Tập phim sau đó cắt giảm đến những ngày dẫn đến đêm chung kết. Các cô gái được chiêu đãi một bữa tiệc nơi họ xem lại các tác phẩm nghệ thuật mà họ đã tạo ra cho nhau cũng như nhận một bữa tối xa hoa. Sau đó, họ cũng xem polaroid như những kỷ niệm về thời gian họ tham gia chương trình. Sau đó, họ ngồi trước máy chiếu và xem tin nhắn video của một số cha mẹ của họ. Sau đó Yeo Jin-goo bắt đầu công bố đội hình ra mắt của Kep1er. Mashiro Sakamoto của J-Group đứng thứ 8, tiếp theo là Hikaru Ezaki của J-Group ở vị trí thứ 7. Kang Ye-seo, Seo Young-eun, Kim Da-yeon, Choi Yu-jin, Huening Bahiyyih và Kim Chae-hyun của K-Group xếp sau đó theo thứ tự tăng dần. Đối với các ứng cử viên ở vị trí thứ 9, họ được công bố là Thẩm Tiểu Đình của C-Group và Kim Su-yeon và Guinn Myah của K-Group. Guinn Myah được công bố là thứ 11. Sau đó, người xếp hạng 9 cuối cùng và là thí sinh cuối cùng bước vào Kep1er được công bố là Thẩm Tiểu Đình của C-Group, ghi được nhiều hơn Kim Su-yeon khoảng 50.000 điểm. Tập phim kết thúc với việc các cô gái ra mắt và bị loại cùng nhau, chúc mừng nhau và trao cho nhau những cái ôm. |                                                                                        |                      |

## Danh sách đĩa nhạc

### Mini-album
| Tiêu đề                                                                                               | Chi tiết | Vị trí biểu đồ đỉnh |
| Tiêu đề                                                                                               | Chi tiết | JPN Hot             |
| --- | --- | ------------------- |
| Girls Planet 999 – Creation Mission                                                                   | - Phát hành: ngày 8 tháng 10 năm 2021 - Hãng đĩa: Stone Music Entertainment - Định dạng: Tải xuống kỹ thuật số Danh sách 1. U+Me=LOVE 2. Snake 3. Shoot! 4. Utopia | 11                  |
| Girls Planet 999 – Completion Mission                                                                 | - Phát hành: ngày 22 tháng 10 năm 2021 - Hãng đĩa: Stone Music Entertainment - Định dạng: Tải xuống kỹ thuật số Danh sách 1. Shine 2. Another Dream                | —                   |
| "—" biểu thị các bản phát hành không lọt vào bảng xếp hạng hoặc không được phát hành tại lãnh thổ đó. | |                     |

### Đĩa đơn
| Tiêu đề                                                                                               | Năm  | Vị trí cao nhất | Vị trí cao nhất | Vị trí cao nhất | Album                                 |
| Tiêu đề                                                                                               | Năm  | KOR             | KOR             | JPN Hot 100     | Album                                 |
| Tiêu đề                                                                                               | Năm  | Gaon            | Hot             | JPN Hot 100     | Album                                 |
| --- | ---- | --------------- | --------------- | --------------- | ------------------------------------- |
| "O.O.O. (Over&Over&Over)"                                                                             | 2021 | —               | —               | —               | Đĩa đơn không thuộc album             |
| "U+Me=LOVE"                                                                                           | 2021 | —               | —               | —               | Girls Planet 999 – Creation Mission   |
| "Snake" (뱀)                                                                                          | 2021 | —               | —               | —               | Girls Planet 999 – Creation Mission   |
| "Shoot!"                                                                                              | 2021 | —               | —               | —               | Girls Planet 999 – Creation Mission   |
| "Utopia"                                                                                              | 2021 | —               | —               | —               | Girls Planet 999 – Creation Mission   |
| "Shine"                                                                                               | 2021 | —               | —               | —               | Girls Planet 999 – Completion Mission |
| "Another Dream"                                                                                       | 2021 | —               | —               | —               | Girls Planet 999 – Completion Mission |
| "—" biểu thị các bản phát hành không lọt vào bảng xếp hạng hoặc không được phát hành tại lãnh thổ đó. |      |                 |                 |                 |                                       |

## Tỉ suất người xem
Trong bảng phía dưới, số màu xanh thể hiện tập có tỉ suất người xem thấp nhất và số màu đỏ thể hiện tập có tỉ suất người xem cao nhất.
| Tập        | Ngày phát sóng       | Tỉ lệ người xem trung bình |
| Tập        | Ngày phát sóng       | AGB Nielsen                |
| Tập        | Ngày phát sóng       | Cả nước                    |
| ---------- | -------------------- | -------------------------- |
| 1          | 6 tháng 8 năm 2021   | 0.461%                     |
| 2          | 13 tháng 8 năm 2021  | 0.760%                     |
| 3          | 20 tháng 8 năm 2021  | 0.708%                     |
| 4          | 27 tháng 8 năm 2021  | 0.711%                     |
| 5          | 3 tháng 9 năm 2021   | 0.858%                     |
| 6          | 10 tháng 9 năm 2021  | 0.787%                     |
| 7          | 17 tháng 9 năm 2021  | 0.838%                     |
| 8          | 24 tháng 9 năm 2021  | 0.793%                     |
| 9          | 1 tháng 10 năm 2021  | 0.710%                     |
| 10         | 8 tháng 10 năm 2021  | 0.592%                     |
| 11         | 15 tháng 10 năm 2021 | 0.634%                     |
| 12         | 22 tháng 10 năm 2021 | 0.889%                     |
| Trung bình | Trung bình           | 0.728%                     |